# Lauenen
Lauenen je obec v okrese Obersimmental-Saanen v kantonu Bern ve Švýcarsku. Žije zde 825 obyvatel.

## Geografie

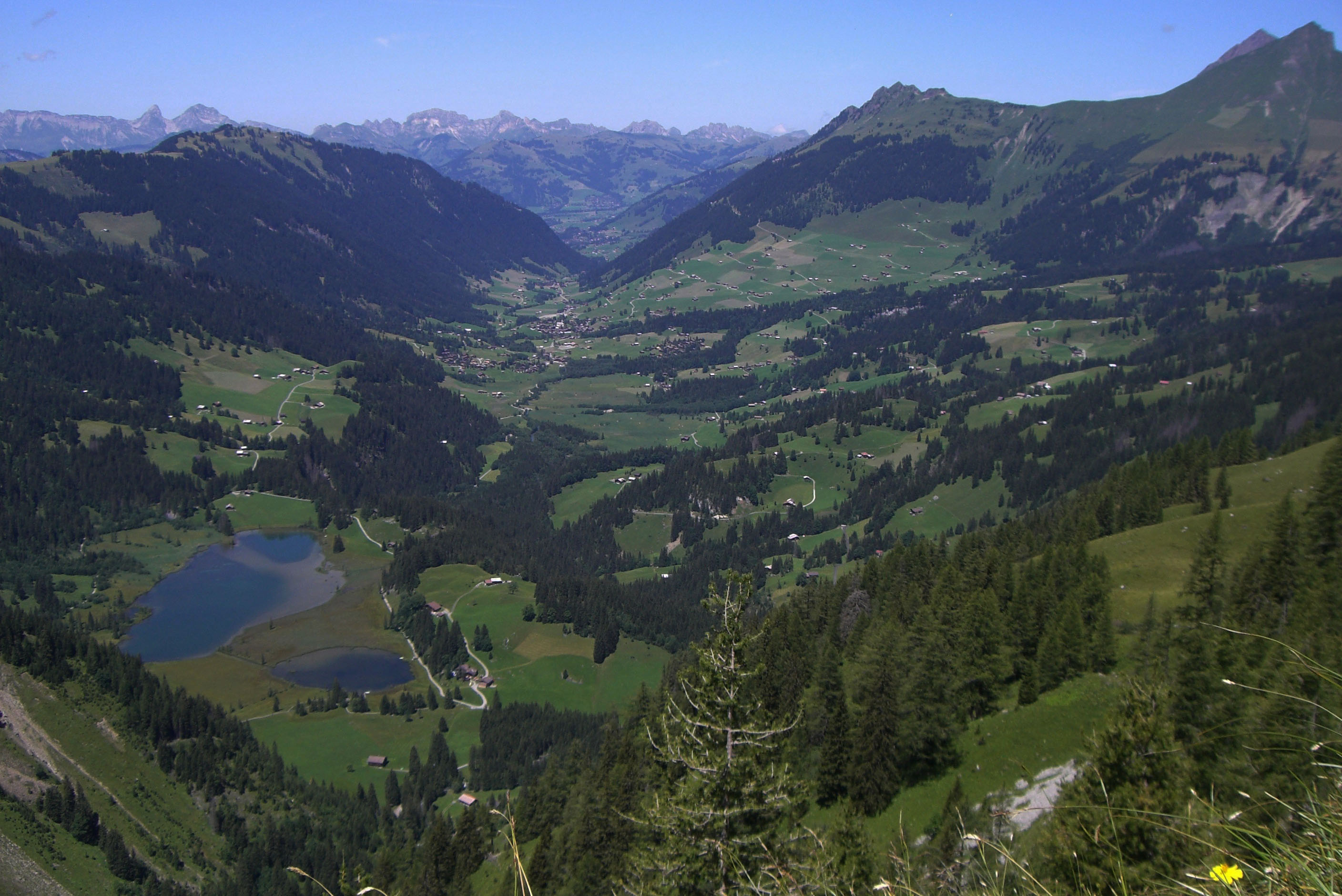
Lauenental

Lauenen se nachází v pohoří Berner Oberland v údolí Lauenental. Sousedními obcemi ve směru hodinových ručiček od severu jsou Saanen, Lenk, Ayent, Savièse a Gsteig bei Gstaad.
Horský masiv na jihu obce, např. Wildhorn (3248 m n. m.), tvoří hranici s Valais. Nejnižší bod obce leží v nadmořské výšce 1153 m n. m. (les Engewald) jižním směrem, nejvyšším vrcholem je Wildhorn.
V Lauenenu se nachází ledovce Tungelgletscher, Geltengletscher a jezero Lauenensee.
Z celkové rozlohy přes 58 km² tvoří více než polovinu (29,59 km²) zemědělská půda, 12,77 km² lesy a pouze 0,23 km² osídlené území.

## Historie
První zmínka pochází z roku 1296 ve slovním spojení an der Lowinon. Obec byla vždy politicky a církevně závislá na Saanenu. Teprve po dlouhém vyjednávání s obcí Saanen získal Lauenen v roce 1522 vlastní farnost; kostel byl postaven v letech 1518–24 (patrocinium sv. Petra). Reformace byla v obci zavedena v roce 1556. Od 18. století jde o chovatelskou a alpskou zemědělská obec s bohatě zdobenými domy, po roce 1970 se zde částečně prosadil cestovní ruch (chaty, rekreační byty) díky blízkosti turistického střediska Gstaad.

## Obyvatelstvo

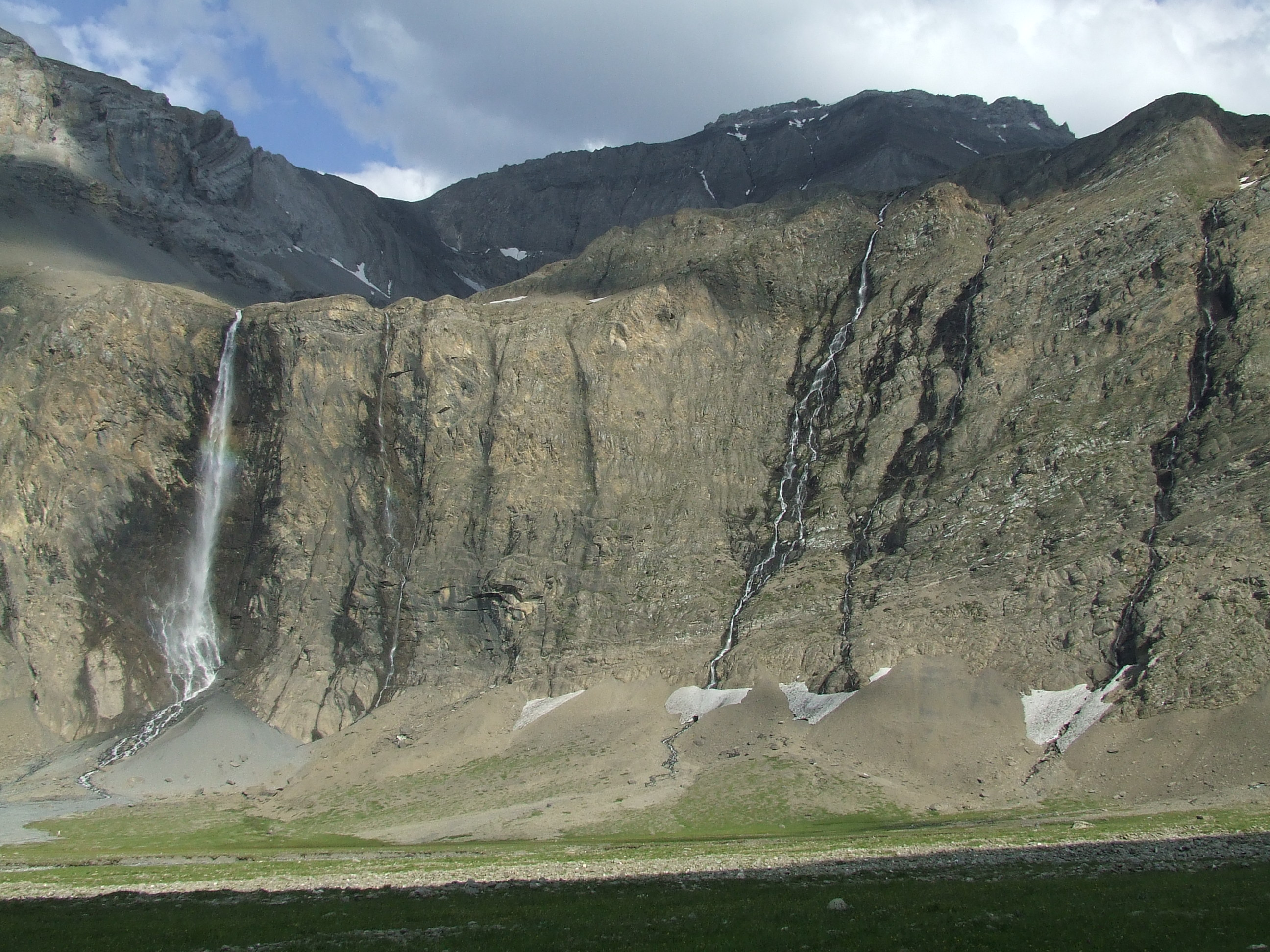
Wildhorn

| Vývoj počtu obyvatel | Vývoj počtu obyvatel | Vývoj počtu obyvatel | Vývoj počtu obyvatel | Vývoj počtu obyvatel | Vývoj počtu obyvatel | Vývoj počtu obyvatel | Vývoj počtu obyvatel | Vývoj počtu obyvatel | Vývoj počtu obyvatel | Vývoj počtu obyvatel | Vývoj počtu obyvatel | Vývoj počtu obyvatel | Vývoj počtu obyvatel | Vývoj počtu obyvatel | Vývoj počtu obyvatel | Vývoj počtu obyvatel | Vývoj počtu obyvatel | Vývoj počtu obyvatel |
| -------------------- | -------------------- | -------------------- | -------------------- | -------------------- | -------------------- | -------------------- | -------------------- | -------------------- | -------------------- | -------------------- | -------------------- | -------------------- | -------------------- | -------------------- | -------------------- | -------------------- | -------------------- | -------------------- |
| Rok                  | 1764                 | 1850                 | 1860                 | 1870                 | 1880                 | 1888                 | 1900                 | 1910                 | 1920                 | 1930                 | 1941                 | 1950                 | 1960                 | 1970                 | 1980                 | 1990                 | 2000                 | 2010                 |
| Počet obyvatel       | 570                  | 696                  | 649                  | 667                  | 621                  | 601                  | 527                  | 611                  | 675                  | 631                  | 632                  | 607                  | 595                  | 602                  | 683                  | 749                  | 794                  | 792                  |

## Doprava
Lauenen leží na regionální silnici z Gstaadu, která v obci končí.
Nejbližší železniční stanice se nachází v Gstaadu (trať Montreux-Berner Oberland-Bahn MOB).

## Partnerská obec
- Babylon, Česko